# ワイマルのロッテ
『ワイマルのロッテ』（独：Lotte in Weimar）は、トーマス・マンの小説。1939年刊。ゲーテの著名な小説『若きウェルテルの悩み』(1774年）のヒロイン・ロッテのモデルとなったシャルロッテとゲーテとの40年越しの再会を扱った作品である。宮廷顧問官夫人となっていたシャルロッテ・ケストナー（旧姓ブッフ）は1816年に実際にヴァイマルを訪れゲーテと会っているが、ゲーテの日記には9月25日に1行触れているのみで詳細は書かれておらず、マンはそのわずかな記事をもとにゲーテ作品からの引用やフィクションも交えて長編小説に仕立てた。作中では老いたシャルロッテのもとを訪れる様々な人物がゲーテについて語り、ゲーテの秘書をしていたリーマー、ショーペンハウアーの妹アデーレ（右のアウグストの妻の友人であった）、そしてゲーテの息子のアウグストといった者たちの口を通してゲーテの人物像が多面的に浮かびあがる構成になっている（ゲーテ本人が登場するのは後半）。
本作はマンがアメリカ合衆国に亡命中、スウェーデンで出版されたが、亡命作家がドイツが誇る文豪ゲーテに批判の目を向けたことで、ドイツ国内では激しい非難を起した。戦後にはニュルンベルク裁判においてイギリスの検事が、マンが創作した本作中の一節を実際のゲーテの言葉と信じ引用するといった一幕もあった。
1974年、Egon Günther監督により西ドイツで本作を原作とする映画が作られており、翌年のカンヌ国際映画祭にも出品されている。